# 투름슈트라세역
투름슈트라세역(U-Bahnhof Turmstraße)은 베를린 미테구 모아비트에 있는 U9의 역이다. 1961년 8월 28일에 개통했다. 투름슈트라세와 알트모아비트(Alt-Moabit) 도로 사이에 위치해 있으며, 클라이너 티어가르텐(Kleiner Tiergarten) 공원 내에 역사가 설치되어 있다.
역 건설 당시에 U5와의 환승역 건설 계획이 있었으며, 남북 방향 U9 승강장 위쪽을 수직으로 교차하는 동서 방향 U5 승강장 선시공부가 설치되어 있다. 해당 선시공부는 U5의 베를린 중앙역에서 베를린 테겔 공항까지의 연장선에 사용될 예정이었으나, 테겔 공항이 폐항하고 베를린 중앙역-투름슈트라세 구간을 노면전차 연장으로 대체하면서 사용할 가능성이 낮아졌다. 버스 환승 편의를 위해서 해당 선시공부 공간의 일부를 투름슈트라세 남쪽으로 이어지는 출입구로 사용했다.
섬식 승강장의 길이는 110 m, 너비는 12.6 m이다. 역사는 브루노 그리메크(Bruno Grimmek)가 설계했으며, 승강장 외벽은 밝은 파란색 타일로 마감되어 있다. 에스컬레이터 외에도 2010년 7월에 엘리베이터가 설치되었다. 설치 예산은 180만 유로이다.
역 근처에는 BVG의 지하철 승무원 훈련원 및 전체 지하철망 급전 통제소가 설치되어 있다.

## 인접 철도역
베를린 버스 M27, 101, 123, 187, 245번, 베를린 노면전차 M10번과 환승 가능하다. 베를린 테겔 국제공항 폐항 이전까지 급행 버스 TXL이 여기를 경유하여 베를린 중앙역까지 운행했으며, 공항 폐항 이후에는 TXL 버스가 폐지되면서 같은 구간을 운행하는 245번 버스의 배차 간격이 단축되었다.
| 베를린 지하철 9호선                   | 베를린 지하철 9호선 | 베를린 지하철 9호선                   |
| ------------------------------------- | ------------------- | ------------------------------------- |
| 한자플라츠 라트하우스 슈테글리츠 방면 | U9                  | 비르켄슈트라세 오슬로어 슈트라세 방면 |